# História da Noruega (livro)
História da Noruega (em latim: Historia Norwegiæ) é uma curta história da Noruega em latim escrita por um monge anônimo.
O único manuscrito existente, de posse privada do Conde de Dalhousie e guardado no Castelo de Brechin, Escócia, é fragmentado e pensa-se que foi escrito por volta de 1450. O manuscrito original está datado para a última metade do século XII - entre 1150 e 1200. Esta crónica vai até ao reinado de Olavo, o Santo (r. 1015–1028) e está baseada principalmente na Ynglingatal de Tjodolfo de Hvinir.